# Uroxys batesi
Uroxys batesi là một loài bọ cánh cứng trong họ Bọ hung (Scarabaeidae).